# Савченки (Житомирская область)
Савченки (укр. Савченки) — село на Украине, находится в Народичском районе Житомирской области.
Код КОАТУУ — 1823787005. По состоянию на 2001 год постоянное население отсутствует. Почтовый индекс — 11420. Телефонный код — 4140. Занимает площадь 0,165 км².

## Адрес местного совета
11420, Житомирская область, Народичский р-н, с. Норинцы